# Rhizom (filosofi)
 For alternative betydninger, se Rhizom (flertydig). (Se også artikler, som begynder med Rhizom)
Rhizom er et begreb i filosoffen Gilles Deleuze og psykoanalytikeren Félix Guattaris samarbejde. Begrebet er udviklet gennem tobindsværket Kapitalisme og skizofreni (1972 og 1980). I bogen Tusind plateauer (1980), der er anden del af Kapitalisme og skizofreni, hedder første kapitel "Rhizomet". Begrebet er hentet fra botanikken, hvor rhizomet er en bestemt rodnetsformation, hvis karakteristika er, at der ikke er noget centrum. Dette findes for eksempel under en græsplæne.

## Træet og rhizomet
Rhizomet er et nøglebegreb til at forstå den tænkning, som Deleuze & Guattari skriver sig op imod. Denne kan illustreres ved at anvende træet som metafor – en tænkning de også karakteriserer som repræsentationsfilosofi. Her sigtes først og fremmest mod de spor, som Platons idélære, som finder sin klassiske form i Hulelignelsen har sat i europæisk filosofi. Denne tankegang, som Deleuze & Guattari mener, har gennemsyret store dele af den vestlige metafysiks kanon, kan illustreres ved måden hvorpå, et træ slår rødder i jorden: Det skønne inkarneres i en ide, der placeres på et andet ontologisk domæne end de entiteter, vi omgiver os med i tid og rum, men samtidig kan disse entiteter kun forstås med reference til denne oprindelige ide om skønhed. På samme måde leder træets rodnetværk, der forgrener sig i jorden tilbage til stammen, der udgør et samlende princip.
Træet er for Deleuze og Guattari "et trist billede af tanken som en instans der hele tiden efterligner det mangfoldige ud fra et centers eller et segments overordnede helhed” (Deleuze & Guattari, 2006, s.22). Modsat træroden er rhizomet en rodform, der ikke har noget logisk centrum og udgangspunkt. Med Deleuze & Guattaris ord kan det illustreres som et netværk, hvor "et hvilket som helst punkt [kan forbindes] med et hvilket som helst andet punkt […]. Rhizomet kan hverken føres tilbage til det Ene eller det mangfoldige. Det er ikke det ene, der bliver to eller direkte bliver tre, fire eller fem osv.” (Deleuze & Guattari, 2006, s.29).  I forlængelse heraf kan der peges på, at rhizomet som sådan kun er som en proces, hvor forbindelse knyttets og forsvinder, og hvor mønstre opstår for derefter at disintegrere sig igen. 

## Wikipedia som rhizom
I forlængelse af Deleuze og Guattaris brud med repræsentationsfilosofien kan rhizomet heller ikke forstås som et billede på, hvordan en struktur tager sig ud. Rhizomet er strukturidentisk med det beskrevne fænomen, hvorfor der er tale om en isomorfisme frem for en metafor. Et eksempel på et rhizom er Wikipedia, hvis træk er, at det består af konstant foranderlige opslag og henvisninger, og der ikke er et centrum i form af én artikel, hvorfra andre udspringer eller redaktører, der bestemmer hvad og hvornår der skal redigeres. I stedet udgøres Wikipedia af en mangfoldighed af skribenter, opslag og henvisninger, der tilsammen udgør et rhizom under konstant forandring. I modsætning hertil står den klassiske encyklopædi, hvis organisering var centraliseret omkring de franske encyklopædister, der foretog en struktureret redigering for derefter af publicere et færdigt værk.

## Beslægtede begreber
Rhizomet er et blandt mange i Deleuze og Guattaris tænkning. Se også begreberne maskine, flugtlinjer, mangfoldighed, immanensplan.